# Deveron
Der Deveron ist ein Küstenfluss in Schottland.

## Verlauf
Der Deveron entsteht durch den Zusammenfluss mehrerer Quellbäche am dünnbesiedelten Nordostrand der Cairngorms in einer Höhe von etwa 536 m in der Council Area Moray.
Auf den ersten 19 km verfolgt der Deveron eine vornehmlich nördliche Richtung, um dann für weitere 22 km nach Nordosten abzudrehen. Der Deveron fließt dann für 37 km nach Osten und durchquert nach 11 km die Stadt Huntly, wo mit dem Bogie einer der bedeutendsten Zuflüsse einmündet; rund 5 km flussabwärts folgt mit dem Isla der zweite. In Turriff dreht der Lauf nach Norden ab und der Fluss mündet nach weiteren 19 km zwischen den Städten Banff und Macduff in den Moray Firth.
Mit der A96, A97 und A98 kreuzen drei Fernverkehrsstraßen den Fluss.

## Hochwasser 1829
Im Jahr 1829 ereignete sich ein starkes Hochwasser am Deveron. Der Fluss schwoll bis auf rund sieben Meter über seinen gewöhnlichen Pegelstand an, was zu Verwüstungen in Huntly führte. Sämtliche Straßenbrücken flussabwärts der Stadt wurden bei diesem Ereignis zerstört.

## Angeln
Der Deveron gilt als gutes Angelrevier; Lachse und Seeforellen finden sich an verschiedenen Stellen im Fluss und können vom 11. Februar bis 31. Oktober gegen Gebühr geangelt werden.

## Whisky
Die zum Bacardi-Konzern gehörende Macduff Whiskybrennerei liegt auf dem Ostufer des Flusses bei Banff. Sie ist über Schottland hinaus bekannt.